# Liste der Kulturdenkmale in Korpitzsch
In der Liste der Kulturdenkmale in Korpitzsch sind die Kulturdenkmale des Leisniger Ortsteils Korpitzsch verzeichnet, die bis Mai 2023 vom Landesamt für Denkmalpflege Sachsen erfasst wurden (ohne archäologische Kulturdenkmale). Die Anmerkungen sind zu beachten.
Diese Aufzählung ist eine Teilmenge der Liste der Kulturdenkmale in Leisnig.

## Korpitzsch
| Bild                                    | Bezeichnung                                     | Lage                 | Datierung       | Beschreibung | ID       |
| --------------------------------------- | ----------------------------------------------- | -------------------- | --------------- | --- | -------- |
| Direkt Bild zu diesem Denkmal hochladen | Brücke an der Auffahrt zum ehemaligen Rittergut | Korpitzsch (Karte)   | 19. Jahrhundert | Zeugnis der alten Dorfstruktur, alte bruchsteinerne Brücke, von verkehrsgeschichtlicher Bedeutung. Kleine einbogige Bruchsteinbrücke über den Dorfbach, um 1800 erbaut mit geradem Fahrbahnverlauf. Der Bogen, welcher den Bach überspannt, hat eine sehr geringe Stichhöhe, die seitlichen Aufmauerungen wirken dagegen sehr mächtig. Diese kleinen Steinbrücken waren ursprünglich allgemein üblich, durch Hochwasser und Straßenausbau verschwanden sie nach und nach aus dem Straßenbild. In den zu Bockelwitz gehörenden Dörfern blieben dagegen einige dieser kleinen Bauwerke erhalten. Sie prägen das Landschaftsbild und sind zugleich ein wichtiges Zeugnis der Verkehrsgeschichte. | 09208153 |
| Weitere Bilder                          | Wohnhaus des Rittergutes                        | Korpitzsch 1 (Karte) | Um 1900         | Gründerzeitlicher Klinkerbau, außergewöhnliche Architektur für das Dorf, guter Originalzustand von bau- und ortsgeschichtlicher Bedeutung. 1277 bereits als Herrensitz benannt, ab 1551 Rittergut, über mehrere Jahrhunderte im Besitz derer von Arras, dann Ende des 17. Jahrhunderts in dem der Familie Höppner, danach im Besitz der Familien Bock, Clauß, von Einsiedel, von Trotha und Mangelsdorf. Um 1900 gehörte das Rittergut Alfred Lieberoth, der vermutlich auch das neue, heute noch existierende Herrenhaus um die gleiche Zeit bauen ließ. Zweigeschossiger, städtisch anmutender, villenartiger Klinkerbau über unregelmäßigem Grundriss. Repräsentative Schauseite zum Hof mit Eingangsvorbau mit eingestellten Säulen, darüber Balkon mit Steinbrüstung. An der einen Hausecke turmartiger Erker über rechteckigem Grundriss mit Pyramidenhelm, das Haus mit Mansardwalmdach abschließend. Das Gebäude ist gelb verklinkert und durch Geschossbänder gegliedert. Eckbetonung durch Putznutung. Nach 2000 denkmalgerechte Sanierung, dabei u. a. Steinbrüstung des Balkons und Turmabschluss wiederhergestellt. Das Rittergut befand sich schon im 19. Jahrhundert im bürgerlichen Besitz. Die Bauweise, angenähert an bürgerliche Villen, dokumentiert dies eindrucksvoll. Hieraus und vom guten Originalbestand und der anspruchsvollen architektonischen Ausbildung leitet sich der baugeschichtliche Wert des Hauses ab. Zugleich erlangt das Bauwerk als erhaltener Teil des Rittergutes auch ortsgeschichtliche Bedeutung. | 09208154 |

## Tabellenlegende
- Bild: Bild des Kulturdenkmals, ggf. zusätzlich mit einem Link zu weiteren Fotos des Kulturdenkmals im Medienarchiv Wikimedia Commons. Wenn man auf das Kamerasymbol klickt, können Fotos zu Kulturdenkmalen aus dieser Liste hochgeladen werden:
- Bezeichnung: Denkmalgeschützte Objekte und ggf. Bauwerksname des Kulturdenkmals
- Lage: Straßenname und Hausnummer oder Flurstücknummer des Kulturdenkmals. Die Grundsortierung der Liste erfolgt nach dieser Adresse. Der Link (Karte) führt zu verschiedenen Kartendiensten mit der Position des Kulturdenkmals. Fehlt dieser Link, wurden die Koordinaten noch nicht eingetragen. Sind diese bekannt, können sie über ein Tool mit einer Kartenansicht einfach nachgetragen werden. In dieser Kartenansicht sind Kulturdenkmale ohne Koordinaten mit einem roten bzw. orangen Marker dargestellt und können durch Verschieben auf die richtige Position in der Karte mit Koordinaten versehen werden. Kulturdenkmale ohne Bild sind an einem blauen bzw. roten Marker erkennbar.
- Datierung: Baubeginn, Fertigstellung, Datum der Erstnennung oder grobe zeitliche Einordnung entsprechend des Eintrags in der sächsischen Denkmaldatenbank
- Beschreibung: Kurzcharakteristik des Kulturdenkmals entsprechend des Eintrags in der sächsischen Denkmaldatenbank, ggf. ergänzt durch die dort nur selten veröffentlichten Erfassungstexte oder zusätzliche Informationen
- ID: Vom Landesamt für Denkmalpflege Sachsen vergebene, das Kulturdenkmal eindeutig identifizierende Objekt-Nummer. Der Link führt zum PDF-Denkmaldokument des Landesamtes für Denkmalpflege Sachsen. Bei ehemaligen Kulturdenkmalen können die Objektnummern unbekannt sein und deshalb fehlen bzw. die Links von aus der Datenbank entfernten Objektnummern ins Leere führen. Ein ggf. vorhandenes Icon  führt zu den Angaben des Kulturdenkmals bei Wikidata.